# James Obita
James Obita é um político e bioquímico ugandense. Tornou-se conhecido por liderar e representar seu país de origem no Movimento de Resistência do Senhor.